# 203-мм/50 Тип 3
203-мм/50 Тип 3 — корабельное артиллерийское орудие, разработанное в Японии и состоявшее на вооружении Императорского флота Японии и ВМС Таиланда. Применялось в годы Второй мировой войны, являлось основных оружием японских тяжёлых крейсеров. Этими орудиями оснащались тяжёлые крейсера типов «Фурутака», «Аоба», «Мёко», «Такао», «Могами», «Тонэ», а также тайских броненосцев береговой обороны типа «Шри Аётха». 

## История создания и конструкция
С учётом постоянного стремления руководства японского флота добиться качественного превосходства над потенциальными противниками, такое положение дел представлялось нетерпимым. Ещё одним толчком к разработке нового орудия для тяжёлых крейсеров стало создание в 1923—1924 годах в Великобритании 203-мм орудий Mk.VIII, которые имели угол возвышения до 70° и должны были использоваться в качестве универсальных. Эти артсистемы предназначались для тяжёлых крейсеров типа «Кент». Фактически британская программа полностью провалилась и применить столь тяжёлые пушки для обеспечения ПВО оказалось невозможно, но во второй половине 1920-х годов об этом ещё не было известно и японские адмиралы пожелали получить орудие с такими же характеристиками.
Орудие было разработано в 1930—1931 годах под руководством инженера С. Хада, который ранее создал орудие Тип 3 № 1. Первоначально обеспечивался угол возвышение 70°, но достаточно скоро стало ясно, что зенитный огонь этих пушек не будет эффективным, зато конструкция башен чрезмерно усложняется. На последующих моделях угол возвышения был лишь 55°. Наибольшая дальность стрельбы достигалась при угле возвышения 45°.

## Оценка проекта
| Сравнительные ТТХ 203-мм корабельных орудий Второй мировой войны |                     |                           |                   |                      |                                  |                                                                         |
| Характеристики                                                   | 203-мм/50 Тип 3 № 2 | 203 mm/55 Mk.9            | 203 mm/50 Mk.VIII | 203 mm/50 Model 1924 | 203 mm/53 Ansaldo Mod. 1927/1929 | 20,3 cm SKC/34                                                          |
| Государство                                                      | Япония              | Соединённые Штаты Америки | Великобритания    | Франция              | Италия                           | Красный флаг, в центре которого находится белый круг с чёрной свастикой |
| Калибр, мм                                                       | 203,2               | 203,2                     | 203,2             | 203,2                | 203,2                            | 203,2                                                                   |
| Длина ствола, калибров                                           | 50                  | 55                        | 50                | 50                   | 53                               | 60                                                                      |
| Масса орудия, кг                                                 | 19 000              | 30 300                    | 17 476            | 20 716               | 27 216                           | 20 700                                                                  |
| Скорострельность, выстрелов/мин                                  | 4                   | 4                         | 4 — 5             | 4                    | 3 — 4                            | 4                                                                       |
| Дальность стрельбы, м                                            | 29 400              | 29 600                    | 28 030            | 31 000               | 31 500                           | 33 540                                                                  |
| Масса снаряда, кг                                                | 125,85              | 118                       | 116,2             | 123                  | 125                              | 124                                                                     |
| Начальная скорость снаряда, м/с                                  | 840                 | 853                       | 855               | 850                  | 940                              | 925                                                                     |